# Zangiku monogatari
Zangiku Monogatari (残菊物語) è un film del 1939 diretto da Kenji Mizoguchi.
Il soggetto è basato su un romanzo di Muramatsu Shofu (già adattato per il teatro shinpa); l'attore principale è il celebre Shotaro Hanayagi. La pellicola non venne distribuita in Italia: tuttavia, è conosciuta anche con il titolo Storia dell'ultimo crisantemo.

## Trama
Dal 1888 al 1893, ascesa professionale e vita sentimentale di Kikunosuke II, giovane attore kabuki della prestigiosa casata Onoe. Allontanato dalla famiglia a causa dell'amore per la umile Otoku, il protagonista troverà faticosamente la sua strada.

## Accoglienza

### Critica
Secondo l'aggregatore di recensioni Rotten Tomatoes, il film ha ottenuto un indice di apprezzamento del 94% e un voto di 8,80 su 10 sulla base di 16 recensioni.
Il critico italiano Morando Morandini, nel suo Dizionario dei film del 2009, ha scritto: «considerato una delle sue opere di punta degli anni '30, è uno dei film più “femministi”, complessi e commoventi di K. Mizoguchi».